# Lars Hanson

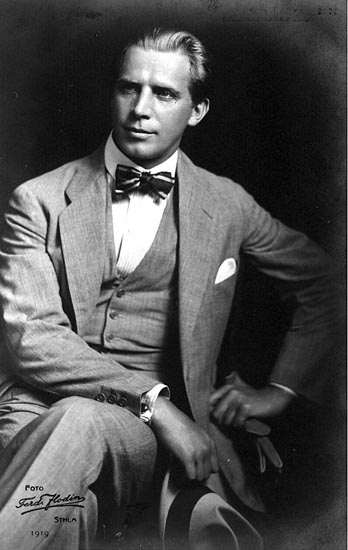
Lars Hanson (1919)

Lars Hanson (* 26. Juli 1886 in Göteborg, Schweden; † 8. April 1965 in Stockholm) war ein schwedischer Theaterinterpret und Filmschauspieler.

## Leben

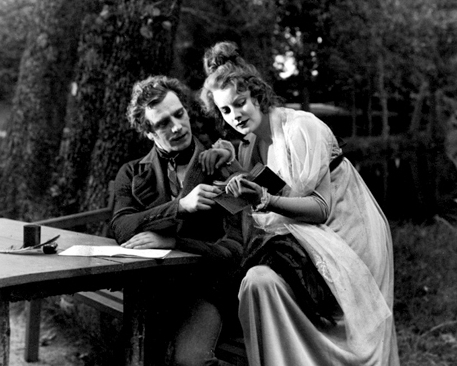
Lars Hanson und Greta Garbo in Gösta Berling (1924)

Hanson wurde am 26. Juli 1886 als Sohn eines Werftarbeiters geboren und begann zunächst bei einem Goldschmied zu arbeiten. Ab 1906 besuchte er die Schauspielschule des schwedischen Nationaltheaters Königliches Dramatisches Theater (Dramaten) in Stockholm. Nach Abschluss der Ausbildung war er am neu gegründeten Intimen Theater angestellt, kehrte jedoch 1922 an die Nationalbühne Dramaten zurück, wo er insgesamt fast vier Jahrzehnte lang als Star, vor allem in großen Shakespeare- und Strindbergrollen, große Erfolge feiern sollte. Kritiker priesen Hansons nuancierte Stimmbehandlung, sein kraftvolles Temperament, seinen analytischen Scharfsinn und die fantasievolle Gestaltung seiner Partien. Einstimmig wurde er als führender schwedischer Theaterschauspieler gerühmt.
Sein Filmdebüt hatte er 1915 in Mauritz Stillers Der Dolch. Mit ihm arbeitete er auch später eng zusammen; er trat in Stillers Erotikon und neben Greta Garbo in Gösta Berling, einer Selma-Lagerlöf-Verfilmung, auf. Dieser Film brachte ihm internationale Anerkennung ein. 1926 kam er auf Wunsch von Lillian Gish nach Hollywood, wo er einen Vertrag bei MGM unterschrieb und mit Gish die Verfilmung von The Scarlet Letter drehte. Mit ihr spielte er außerdem in The Wind von Victor Sjöström mit.
Hanson spielte im Film bevorzugt die Rolle des jungen Liebhabers. In Sjöströms Das göttliche Weib und in Clarence Browns Es war war er neben der Garbo besetzt. Mit Beginn des Tonfilms endete seine Karriere in den USA, und er ging zurück nach Schweden. Dort war er vorwiegend am Dramaten tätig, trat aber auch weiter in Filmen auf, darunter zweimal neben der jungen Ingrid Bergman (Walpurgisnacht und Auf der Sonnenseite); sein letzter Filmauftritt war 1951.
1956 erhielt Hanson den Eugene O'Neill Award, einen schwedischen Theaterpreis, der jährlich dem bedeutendsten Schauspieler verliehen wird.
1922 heiratete Lars Hanson die Exfrau des schwedischen Regisseurs Gustaf Molander, die schwedische Schauspielerin Karin Molander. Sie blieben bis zu seinem Tod am 8. April 1965 zusammen.

## Filmografie
- 1915: Der Dolch (Dolken)
- 1916: Thérèse
- 1916: Guldspindeln
- 1916: Ikarus (Vingarne)
- 1916: Polnisch Blut (Balettprimadonnan)
- 1917: Das Mädchen vom Moorhof (Tösen från Stormyrtorpet)
- 1919: Über den hohen Bergen (Synnöve Solbakken)
- 1919: Ett farligt frieri
- 1919: Das Lied von der roten Blume (Sangen om elröda blomman)
- 1920: Fisbekyn
- 1920: Erotikon
- 1921: Die Landsflüchtigen (De landsflyktige)
- 1924: Gösta Berling (Gösta Berlings saga)
- 1925: Die Erde ruft (Ingmarsarvet)
- 1926: Die Wallfahrt eines Herzens (Till österland)
- 1926: Der scharlachrote Buchstabe (The Scarlet Letter)
- 1926: Es war (Flesh and the Devil)
- 1927: Jackie, der Schiffsjunge (Buttons)
- 1928: Der Wind (The Wind)
- 1928: Das göttliche Weib (The Divine Woman)
- 1928: Rausch (Synd)
- 1928: Heimkehr
- 1929: Die Nacht nach dem Verrat (The Informer)
- 1935: Walpurgisnacht (Valborgsmässoafton)
- 1936: Auf der Sonnenseite (På solsidan)
- 1936: Konflikt
- 1938: Vingar kring fyren
- 1941: Die erste Division (Första divisionen)
- 1942: Reit heut Nacht (Rid i natt!)
- 1943: Die ewige Flamme (Det brinner en eld)
- 1944: Seine Majestät (Excellensen)
- 1944: Auf gefährlichen Wegen (På farliga vägar)
- 1948: Intill helvetets portar
- 1950: One minute to twelve
- 1951: Das Haus der Torheit (Dårskapens hus)